# John Joseph McIntyre
John Joseph McIntyre (ur. 20 sierpnia 1963 w Filadelfii, Pensylwania) – amerykański duchowny katolicki, biskup pomocniczy Filadelfii od 2010.

## Życiorys
Święcenia kapłańskie otrzymał z rąk kardynała Anthony'ego Bevilacquy w dniu 16 maja 1992. Służył duszpastersko na terenie rodzinnej archidiecezji. W latach 1999–2010 był arcybiskupim sekretarzem.
8 czerwca 2010 mianowany biskupem pomocniczym Filadelfii ze stolicą tytularną Bononia. Sakry udzielił mu kard. Justin Francis Rigali.